# Epimênides

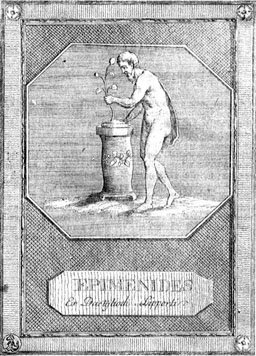
Epimenides

Epimênides (português brasileiro) ou Epiménides (português europeu) (Epimenidēs) foi um poeta, filósofo e místico grego, e profeta que viveu em meados dos anos 600 a.C. de acordo com o apóstolo Paulo em Tito 1:12, que cita sua obra "Crética". 

## Biografia
Epimênides nasceu em Cnossos, na ilha de Creta (segundo Estrabão, ele era natural de Festo, Creta). Diz-se que esteve em Atenas no tempo de Sólon, onde os achados históricos, conforme descrito por Diógenes Laércio, lhe atribuem ter limpado a cidade de uma praga que a assolava. Diz-se também que já visitara a cidade dez anos antes das guerras com os persas, sendo que as duas visitas estão separadas por mais de cem anos. Várias autoridades, todavia, relataram que ele viveu entre 154 e 299 anos.
Uma grande tradição mítica de lendas e milagres segue sua figura histórica. Plínio, o Velho, já atestava relatos de que ele teria dormido um "grande sono" de 57 anos numa caverna, quando pastoreava ovelhas enquanto jovem; isso é citado também por Diógenes Laércio e Pausânias, este último atribuindo que ele teria dormido por 40 anos. Máximo de Tiro elabora que isso fora uma iniciação reveladora, em que ele teria se encontrado com as deusas Aletheia (Verdade) e Dike (Justiça). Ele foi conhecido também por obras como uma Teogonia alternativa à de Hesíodo e o poema denominado "Crética", dos quais restam apenas fragmentos, Origem dos Curetes e Coribantes, a prosa Sacrifícios e a Constituição Cretense, o épico "Minos e Radamanto" e uma argonáutica, todos esses perdidos; além de oráculos (chresmos) e atribuições pseudepígrafas.
Platão fez referência a ele em sua obra Leis: 
Você provavelmente já ouviu falar como aquele homem inspirado, Epimênides, com quem temos ligação familiar, nasceu em Creta; e como dez anos antes da Guerra Persa, em obediência ao oráculo do deus, ele foi a Atenas e ofereceu certos sacrifícios que o deus havia ordenado; e como, além disso, quando os atenienses ficaram alarmados com a força expedicionária dos persas, ele fez esta profecia – "Eles não virão por dez anos e, quando vierem, eles tornarão de volta com todas as suas esperanças frustradas e depois de sofrerem mais desgraças do que infligem."
Conhecido pelos epítetos "favorito do céu", "novo Kouros" (neos Koures), dentre outros títulos, era por vezes incluído entre os sete sábios da Grécia e foi associado a uma cultura xamânica grega pré-literária – iatromantes, grupo de videntes-curandeiros "milagreiros", que incluíam Ábaris e Hermótimo. Diógenes Laércio chamou-o de "theophilestatos" (mais amado pelos deuses) e conta em sua Vida de Epimênides que, quando houve uma praga em Atenas, entre 595-592 a.C., Epimênides foi chamado de Creta e purificou a cidade. Ele culpou aos seguidores de Cílon, pelo que dois jovens foram mortos depois; teria ainda mandado que levassem ovelhas negras e brancas no alto do areópago, e, deixando-as soltas, os atenienses foram instruídos para que ofertassem sacrifícios à divindade local onde as ovelhas repousassem. Aristóteles também cita essa purificação. Em memória a essa expiação, o relato de Laércio atribui a criação de altares anônimos espalhados na Ática. Nas tradições das "epimenídeas", esses altares foram também associados ao "Deus Desconhecido", citado em Atos 17:23.
Segundo o historiador Sosíbio, os espartanos guardaram o seu corpo, em reverência a um oráculo. Segundo a Suda, "a psique de Epimênides podia sair do corpo qualquer hora que ele o desejasse e poderia mais tarde retornar a ele", e, sepultado, sua pele continha letras tatuadas, o que teria dado origem à expressão "pele epimenídea" (tò Epimenídeion dérma), utilizada para se referir a "coisas secretas".

## Obras
Várias obras de prosa e poesia, agora perdidas, foram atribuídas a Epimênides, incluindo uma teogonia, um poema épico sobre a expedição argonáutica, obras de prosa sobre purificações e sacrifícios, uma cosmogonia, oráculos, uma obra sobre as leis de Creta e um tratado sobre Minos e Radimanto. É-lhe atribuído a noção de reencarnação em alusões precursoras ao sistema órfico-pitagórico.
A Crética (Κρητικά) de Epimenides é citada duas vezes no Novo Testamento. Sua única fonte é um comentário siríaco do século IX de Isho'dad de Merv sobre os Atos dos Apóstolos, descoberto, editado e traduzido (em grego) pelo Prof. J. Rendel Harris em uma série de artigos.
No poema, Minos se dirige a Zeus assim: 
| Texto hipotético em grego de J. Rendel Harris: Τύμβον ἐτεκτήναντο σέθεν, κύδιστε μέγιστε, Κρῆτες, ἀεὶ ψευδεῖς, κακὰ θηρία, γαστέρες ἀργαί. Ἀλλὰ σὺ γ᾽ οὐ θνῇσκεις, ἕστηκας γὰρ ζοὸς αίεί, Ἐν γὰρ σοὶ ζῶμεν καὶ κινύμεθ᾽ ἠδὲ καὶ ἐσμέν. | Tradução: Fizeram um túmulo para Ti, Santo e Altíssimo, Cretenses, sempre mentirosos, bestas más, ventres ociosos. Mas Tu não estás morto: vives e permaneces para sempre, Pois em Ti vivemos, nos movemos e temos nosso ser. |

A "mentira" considerada dos cretenses é de que Zeus seria mortal; Epimênides considerou Zeus imortal. "Os cretenses, sempre mentirosos", com a mesma intenção teológica de Epimênides, também aparece no Hino a Zeus de Calímaco. Considera-se também que a frase teria sido na verdade oracular e não uma opinião exclamada pelo próprio Epimênides. A quarta linha é citada (com referência a um de "seus próprios poetas") em Atos dos Apóstolos, capítulo 17, versículo 28. 
A segunda linha é citada, com uma atribuição velada ("um profeta próprio"), na Epístola a Tito, capítulo 1, versículo 12, para alertar Tito sobre os cretenses. O "profeta" em Tito 1:12 é identificado por Clemente de Alexandria como Epimênides (Stromata, i. 14). Nesta passagem, Clemente menciona que "alguns dizem" Epimênides deva ser contado entre os sete filósofos mais sábios. 
Crisóstomo (Homilia 3 sobre Tito) fornece um fragmento alternativo: 
Até mesmo uma tumba, Rei, de Ti
Eles fizeram, que nunca morrestes, mas sempre serás.

## Paradoxo de Epimênides
Não está claro quando Epimênides se tornou associado ao paradoxo de Epimênides, uma variação do paradoxo do mentiroso. O próprio Epimênides não parece ter pretendido nenhuma ironia ou paradoxo em sua afirmação "Cretenses, sempre mentirosos". Na epístola a Tito, há um aviso de que "um deles, mesmo um profeta, disse que os cretenses são sempre mentirosos, bestas más, barrigas lentas". Na Idade Média, muitas formas do paradoxo do mentiroso foram estudadas sob o título de insolubilia, mas estas não estavam associadas a Epimênides. 